# Plužine
Plužine (Montenegrijns: Плужине; Albanees: Pluzhina) is een Montenegrijnse gemeente. Plužine telt 4272 inwoners, waarvan er 1494 in de hoofdplaats wonen.
De gemeente ligt in het noordwesten van het land en is bergachtig, met toppen tot 2000m. Ook op het grondgebied van Plužine bevindt zich het Piva-stuwmeer en een als werelderfgoed erkende necropolis met middeleeuwse stećci-grafstenen.
Andrijevica · Bar · Berane · Bijelo Polje · Budva · Cetinje · Danilovgrad · Gusinje · Herceg-Novi · Kolašin · Kotor · Mojkovac · Nikšić · Petnjica · Plav · Pljevlja · Plužine · Podgorica · Rožaje · Šavnik · Tivat · Tuzi · Ulcinj · Žabljak
- Gemeinsame Normdatei: 4311735-1
- Library of Congress Control Number: n99260232
- Nationale Bibliotheek van Israël: 987007467610205171
- Virtual International Authority File: 123340466